# 馬込 (さいたま市)
馬込（まごめ）は、埼玉県さいたま市岩槻区の大字。郵便番号は339-0077。

## 地理
さいたま市岩槻区の北部、蓮田市の南部の大宮台地（岩槻支台）上に位置する。綾瀬川が南部を流れる。国道122号を中心に集住し、田畑が目立つ。また、旧岩槻市時代に蓮田市（当時は蓮田町）に大字馬込の一部を編入した経緯から、隣接して同名の町丁および大字（馬込）がある。もとは江戸期より存在したひとつの馬込村であった。
河川
- 綾瀬川

池沼
- 赤坂沼（一部）

## 歴史
もとは江戸期より存在した埼玉郡岩槻領に属する馬込村、古くは戦国期より見出せる埼玉郡のうちの馬籠であった。
- 初めは岩槻藩領、1756年（宝暦6年）より幕府領[5]。検地は1628年（寛永5年）に実施[6]。
- 幕末の時点では埼玉郡に属し、明治初年の『旧高旧領取調帳』の記載によると、岩槻藩領[7]。
- 1871年（明治4年）
  - 7月14日：廃藩置県を迎え、岩槻県の管轄となる。
  - 11月13日：第1次府県統合により埼玉県の管轄となる。
- 1875年（明治8年）：満蔵寺を仮用して馬込学校（現・さいたま市立河合小学校）が開設される[5]。
- 1879年（明治12年）3月17日：郡区町村編制法により成立した南埼玉郡に属す。郡役所は岩槻町に設置。
- 1889年（明治22年）4月1日：町村制施行により、掛、金重、本宿、箕輪、馬込、川島、平林寺の7箇村新田が合併し、河合村が成立[5]。河合村の大字馬込となる。
- 1924年（大正13年）10月19日：地内に武州鉄道が開業する。
- 1931年（昭和6年）2月1日：地内に武州鉄道の馬込駅が開設される。
- 1938年（昭和13年）9月3日：地内の武州鉄道および馬込駅が廃止される。
- 1954年（昭和29年）
  - 5月3日：河合村が岩槻町、新和村、和土村、川通村、柏崎村、慈恩寺村と合併し、岩槻町が成立[8][5]。岩槻町の大字となる。
  - 7月1日：岩槻町が市制を施行し、岩槻市となり[9]、同市の大字となる[5]。
- 1956年（昭和31年）1月1日：岩槻市の一部（大字川島および大字馬込の一部）が分離され、蓮田町に編入される[8][5]。
- 2005年（平成17年）4月1日：岩槻市がさいたま市に編入合併され、同市岩槻区の大字となる。

## 世帯数と人口
2017年（平成29年）10月1日時点の世帯数と人口は、以下のとおりである。
| 大字     | 世帯数  | 人口    |
| -------- | ------- | ------- |
| 大字馬込 | 452世帯 | 1,091人 |

## 小・中学校の学区
市立小・中学校に通う場合、学区（校区）は以下のとおりとなる。
| 区域 | 小学校                 | 中学校                 |
| ---- | ---------------------- | ---------------------- |
| 全域 | さいたま市立河合小学校 | さいたま市立城北中学校 |

## 交通

### 鉄道
地内に鉄道路線は敷設されていない。最寄り駅は、全域が東日本旅客鉄道（JR東日本）宇都宮線の蓮田駅である。なお、かつては地内を武州鉄道が通っており、馬込駅が開設されていた。

### 道路
- 東北自動車道
- 国道122号蓮田岩槻バイパス

## 施設
- 人間総合科学大学蓮田キャンパス
- カリヨンの杜（旧埼玉県立小児医療センター附属岩槻診療所）
- 天台宗満蔵寺[4]
- 大六天神社
- 氷川神社
- つかのこし古墳 - 消滅[12]
- 馬込遺跡[5]
- 第六天橋